# Just time girl/Crossing Love
「Just time girl／Crossing Love」（ジャスト・タイム・ガール／クロッシング・ラブ）は、KATSUMIの4枚目のシングル。

## 解説
アルバム『One』のヒットを受けて発売された1991年第一弾シングル。
KATSUMI初のダブル表題曲シングルとしてリリースされた。コンパクトカセットのみB面にオフヴォーカルが収録されていた。
累計33.4万枚のセールスを記録した自身最大のヒットシングルであり、オリコンチャート5位を獲得した。
1992年発売のベスト・アルバム『LINKAGE』に『Just time girl』はリミックスバージョンが、『Crossing Love』はオリジナルバージョンが収録されている。

## 収録曲
全作詞：渡辺克巳

### CD
1. Just time girl
作曲：渡辺克巳・石川洋／編曲：是永巧一
花王「ピュアエチュール」CMイメージソング
2. Crossing Love
作曲：石川洋／編曲：武部聡志
ダンロップタイヤ「ル・マンBb490」CMソング

### コンパクトカセット

#### SIDE A
1. Just time girl
2. Crossing Love

#### SIDE B
1. Just time girl（オリジナル・カラオケ）
2. Crossing Love（オリジナル・カラオケ）